# Боланд, Эрнест Бертран
Эрнест Бертран Боланд (англ. Ernest Bertrand Boland; 10 июля 1925, Провиденс, Род-Айленд — 28 мая 2023) — католический епископ, ординарий епархии Мултана, член монашеского ордена доминиканцев.

## Биография
Эрнест Бертран Боланд родился 10 июля 1925 года в городе Провиденс, штат Род-Айленд, США. Вступил в монашеский орден доминиканцев. 9 июня 1955 года Эрнест Бертран Боланд был рукоположён в священника.
17 мая 1966 года Римский папа Павел VI назначил Эрнеста Бертрана Боланда ординарием епархии Мултана. 25 июля 1966 года был рукоположён в епископа.
20 октября 1984 года Эрнест Бертран Боланд ушёл на пенсию.